# Sigo de Volta
Sigo de Volta é o segundo extended play do cantor e compositor brasileiro Tiago Iorc. Foi divulgado de surpresa na madrugada de 11 de março de 2016 e lançado através do selo discográfico SLAP da gravadora Som Livre. Segundo Iorc, o EP reúne as três faixas descartadas de seu quarto álbum de estúdio Troco Likes, lançado em 2015.

## Lista de faixas
Todas as faixas produzidas por Tiago Iorc e Deeplick.
| N.º            | Título          | Compositor(es)  | Duração |  |
| 1.             | "Mulher"        | Tiago Iorc      | 03:36   |  |
| 2.             | "Chega para Cá" | Iorc            | 03:00   |  |
| 3.             | "Amor Sem Onde" | Iorc Dani Black | 03:42   |  |
| Duração total: | Duração total:  | Duração total:  | 10:18   |  |